# Fadhéla Dziria
Fadhéla Dziria (en arabe : فضيلة الدزيرية), de son vrai nom Fadhéla Madani, née le 25 juin 1917 à Djenan Beit El Mal, du côté de Notre Dame D'Afrique à Alger et morte le 6 octobre 1970 à Alger, est une cantatrice algérienne spécialisée dans la chanson Hawzi et Aroubi. Elle est l'une des figures de proue de cette musique à Alger.

## Biographie
Ses parents, Mehdi Ben Abderrahmane et Fettouma Khelfaoui sont des conservateurs originaires d'Azeffoun, en Kabylie. Dès son jeune âge Fadhela s'adonne à la chanson en imitant la grande Cheikha Yamna Bent El Hadj El Mahdi et plus tard en reprenant à son compte les mélodies de la diva. Elle admirait aussi Meriem Fekkaï, qui l’aidera plus tard à former son orchestre.
Au début des années 1930, elle animait les soirées de Ramadhan en arabe et en kabyle au Café des Sports. Elle fut découverte lors d'une émission de Radio Alger de Mohamed Elhabib Hachelaf et Djillali Haddad Min koul féne chouiya.
Après un mariage précoce qui n'a pas duré, la jeune femme se retrouve en 1935 à Paris, chantant dans les quartiers à forte concentration maghrébine et plus particulièrement au cabaret "El Djezaïr". Elle chante du Aâsri (moderne) et rencontre Abdelhamid Ababsa qui lui apprend plusieurs mélodies en vogue à l'époque.
À son retour au pays, elle anime les fêtes  de mariage et les soirées  ramadanesques au Café des Sports de la rue Bruce dans la basse Casbah, géré par Hadj Mahfoud. Une troupe de théâtre et de variétés va la prendre en charge par la suite et sur les conseils de son directeur de troupe et sous l'influence de Mustapha Skandrani et Mustapha Kechkoul, Fadhela Dziria finit par adopter le style algérois en intégrant le groupe de Meriem Fekkaï qui animait les soirées de fête algéroises.
Pour son premier enregistrement professionnel, elle reprend une chanson arabo-andalouse bien connue déjà "Rachik el kad", mais sa vraie rentrée se fait avec l'enregistrement en 1949 de son premier disque chez Pacific; "Hbibi Malou" qui obtint un grand succès commercial.
Mahieddine Bachtarzi l'enrôla pour animer la partie concert de ses tournées mais aussi comme comédienne; ce qui lui permit de travailler aux côtés d'artistes consacrés tels Keltoum, Rachid Ksentini et Mohamed Touri.
Quittant les planches, elle revient à sa passion, la chanson, avec deux grands succès; Ena Toueiri et Houna Kanou.
En 1954 on la retrouve à l'Opéra de Paris où elle se produit dans un gala organisé au profit des sinistrés d'Orléansville. L'année suivante, elle participe à des émissions classiques à la télévision algérienne.
La vie artistique ne l'empêchera pas de participer, avec sa sœur Goucem, à la guerre de libération nationale. Elle collecte des fonds. Arrêtée, elle est détenue  à la prison de Barberousse. À sa sortie, elle forme son propre ensemble musical avec sa sœur Goucem à la derbouka, Reinette l'Oranaise au violon et sa nièce Assia au piano et à l'orgue.
Après l'indépendance, Fadhela Dziria reprend sa participation à la radio et la télévision. Fadhela Dziria était connue comme la plus grande cantatrice algérienne. Elle meurt chez elle à Alger le 6 octobre 1970 et repose au cimetière El Kettar.

## Discographie
- Fadhila Dziriya – Musique Populaire Algérienne, Les Artistes Arabes Associés – AAA 079, 1993
  - Ya Rqiq Elhajeb
  - Ya Qalbi Khalli Elhal
  - Fad Eldouach Aliyah
  - Sidi Men Issal
  - Mal Hbibi Malou
  - Lief Elamal
  - Frag Ghzali
  - Qom Tara
- Min touratina athaqafi - Fadhila Dziria, Unité De Disques De La Radiodiffusion Télévision Algérienne – ONDA LP 1054
  - Djarh qalbi
  - Ena toueiri
  - Sbab el hob el gheddar
  - Fadh el wahch 'aliyya
  - El 'Oqar
- Fadila Dziria – Ma Djerae, Dounia – 7548 & Sedicav Production – EBC 460
  - Yadra Nebra
  - Yadra Kan Idjini
  - Saadi Rute El Barah
  - Ma Djerae
  - Allah Ibarak
- Fadila Dziria – Rana Djinak / Etzaabli Ou Tmili, El Kawakib Production VDL 403 (SAEK 379 &379 M), 1960
  - Rana Djinak
  - Etzaabli Ou Tmili

## Décorations
- Athir de l'ordre du Mérite national d'Algérie.